# Wahl zur Verfassunggebenden Versammlung der Marshallinseln 2017

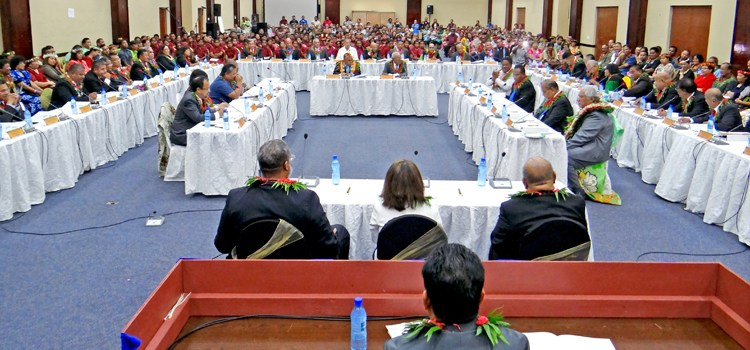
Versammlung der Verfassungsgebenden Versammlung der Marshallinseln 2017.

Die Wahl zur Verfassunggebenden Versammlung der Marshallinseln 2017 (Constitutional Convention elections) wurde in den Marshallinseln am 21. Februar 2017 durchgeführt.

## Hintergrund
Auf den Marshallinseln wird eine Verfassungskonvention eingesetzt, um vorgeschlagene Verfassungsänderungen zu prüfen, die vom Gesetzgeber gebilligt wurden. Der Konvent kann keine neuen Änderungsanträge vorschlagen und kann nur über die vom Nitijeḷā (Parlament) genehmigten Änderungen debattieren. Frühere Kongresse fanden 1977, 1989 und 1995 statt.
Während nach der Wahl weitere hinzugefügt wurden, umfassten die vorgeschlagenen Änderungen für den Verfassungskonvent 2017 zunächst Folgendes:
- Direktwahl des Präsidenten (Direct election of the President).
- Schaffung der Position des Vizepräsidenten. (Creating the position of Vice-President).
- Verhinderung der Amtsenthebung des Präsidenten, des Vizepräsidenten und des Kabinetts durch den Gesetzgeber durch Misstrauensantrag (Stopping the Legislature removing the President, Vice-President and Cabinet from office by motion of no confidence).
- Von Präsidentschaftskandidaten wird verlangt, dass sie gebürtige Staatsbürger sind (Requiring presidential candidates to be a natural-born citizen).
- Reservierung von sechs Sitzen in der Legislative für Frauen (Reserving six seats in the Legislature for women).
- Erfordert die automatische Ablehnung von Haushaltsentwürfen, die keinen ausgeglichenen Haushalt vorsehen (Requiring automatic rejection of appropriation bills that do not provide a balanced budget).
- Der Schutz vor sexueller Diskriminierung ist in der Bill of Rights verankert (Protection from sexual discrimination being enshrined in the Bill of Rights).
- Einrichtung einer Ombudsstelle (Creation of an ombudsman’s office).
- Ermächtigung des Generalstaatsanwalts, eine unabhängige Stelle mit der Untersuchung möglicher Fälle von Betrug, Korruption oder unethischem Verhalten gewählter Beamter und anderer hochrangiger Beamter zu beauftragen (Empowering the Attorney General to ask an independent body to investigate possible cases of fraud, corruption or unethical behaviour by elected officials and other high-ranking officials).
- Erhöhung der Zahl der Mitglieder des Council of Iroij um einen Sitz (Increasing the number of members of the Council of Iroij by one).
- Einführung eines verfassungsmäßigen Verbots des Verkaufs von Land, es sei denn, die Linie des Bwij (Clan), dem das Land gehört, sei ausgestorben (Introducing a constitutional ban on the sale of land except where the lineage of the bwij (clan) owning the land is extinct).

## Wahlsystem
Die 45 Mitglieder des Verfassungskonvents bestanden aus 33 direkt gewählten Delegierten, die aus den 33 Wahlbezirken gewählt wurden, und 12 Iroijs (Häuptlingen). Briefwahl war ausgeschlossen.

## Wahlkampf
119 Kandidaten traten in den 33 Wahlbezirken an, 24 kandidierten für die 12 Sitze der Iroij. Alle bis auf sieben Mitglieder der Nitijeḷā (mit 33 Mitgliedern) stellten sich zur Wahl für die Convention.

## Ergebnis
| Gewählte Mitglieder                                   | Gewählte Mitglieder  |
| Sitz                                                  | Mitglied             |
| ----------------------------------------------------- | -------------------- |
| Direkt gewählt                                        | Jack J. Ading        |
| Direkt gewählt                                        | Tony Aiseia          |
| Direkt gewählt                                        | Jack Akeang          |
| Direkt gewählt                                        | Maynard Alfred       |
| Direkt gewählt                                        | Jejwarick H. Anton   |
| Direkt gewählt                                        | Jerakoj J. Bejang    |
| Direkt gewählt                                        | Winnie Benjamin      |
| Direkt gewählt                                        | Kejjo Bien           |
| Direkt gewählt                                        | Donald F. Capelle    |
| Direkt gewählt                                        | Stephen K. Dribo     |
| Direkt gewählt                                        | McAvoy M. Espern     |
| Direkt gewählt                                        | Thomas Heine         |
| Direkt gewählt                                        | Peterson Jibas       |
| Direkt gewählt                                        | Jimmy Jonathan       |
| Direkt gewählt                                        | David Kabua          |
| Direkt gewählt                                        | Hilton Kendall       |
| Direkt gewählt                                        | Jien Morris Lekka    |
| Direkt gewählt                                        | Nuia Loeak           |
| Direkt gewählt                                        | Yoland Logdge-Ned    |
| Direkt gewählt                                        | Nidel Lorak          |
| Direkt gewählt                                        | Rebecca Lorennij     |
| Direkt gewählt                                        | Lomes McKay          |
| Direkt gewählt                                        | Almo Momotaro        |
| Direkt gewählt                                        | Phillip H. Muller    |
| Direkt gewählt                                        | Neti Nathan          |
| Direkt gewählt                                        | Casten Nemra         |
| Direkt gewählt                                        | Kessai H. Note       |
| Direkt gewählt                                        | David Paul           |
| Direkt gewählt                                        | Atbi Riklon          |
| Direkt gewählt                                        | Jorelik Tibon        |
| Direkt gewählt                                        | Stanny Tomeing       |
| Direkt gewählt                                        | Brenson Wase         |
| Direkt gewählt                                        | Ruben Zackhras       |
| Iroijs                                                | Helkena Anni         |
| Iroijs                                                | Bruce Bilimon        |
| Iroijs                                                | Elbod Boaz           |
| Iroijs                                                | Kiorina Capelle      |
| Iroijs                                                | Wilbur Heine         |
| Iroijs                                                | Kosma Johanes        |
| Iroijs                                                | Michael Kabua        |
| Iroijs                                                | Tommy Kijiner Jr.    |
| Iroijs                                                | Kotak Loeak          |
| Iroijs                                                | Christopher J. Loeak |
| Iroijs                                                | Lein Zedkeia         |
| Source: RMI Constitutional Convention. rmi-concon.org |                      |

## Nachwirkung
Die Constitutional Convention wurde im April 2017 eröffnet. Kessai Note wurde als Präsident der Versammlung gewählt. Er siegte gegen Christopher Loeak mit 22 zu 21 Stimmen.
Nach einer langen Pause aufgrund der Covid-19-Pandemie wurden die Arbeiten des Konvents am 20. November 2023 schließlich einer Volksabstimmung unterzogen.